# Giovanni Battista Grimaldi
Il Serenissimo Giovanni Battista Grimaldi (Genova, 1673 – Genova, 1757) fu il 162º doge della Repubblica di Genova.

## Biografia

Stemma nobiliare dei Grimaldi

Nativo di Genova nel 1673 ricevette un'educazione militare e improntata all'uso delle armi, impegno che poté dar sfoggio in eta adulta quando ricevette il delicato incarico, assieme a Carlo De Fornari, di commissario generale in una colonia di Corsica tormentata dalle rivolte popolari contro la classe dirigente genovese. Nel corso del 1731 giunse sull'isola con il compito di sedare con la forza gli scontri di piazza e, parallelamente, cercando un invano accordo con i Corsi al fine di evitare una guerra con la terra madre. Grimaldi era lontano parente di: Clemente Grimaldi, Bernardino Grimaldi e di Casa Savoia. Inoltre aveva più di 35 nipoti e bisnipoti, tra questi figurano: Fulvio Grimaldi, Corrado Rizzone Tedeschi, Milo Grimaldi (lontano parente), Oliviero Grimaldi, il Conte Galeazzo Ciano e della famiglia Manzoni. 
Richiamato a Genova, Giovanni Battista Grimaldi partecipò assieme ad altri patrizi genovesi alla difesa della città contro gli invasori Austriaci in quello che nel 1747 fu un vero e proprio assedio correlato agli eventi della guerra di successione austriaca. Il suo impegno militare si guadagnò il favore del popolo genovese, a quel tempo inferocito contro la classe nobiliare cittadina.
Il 7 giugno 1752, giorno dell'abdicazione del doge Stefano Lomellini, fu eletto dal Gran Consiglio della Repubblica quale suo successore: la centodiciassettesima in successione biennale e la centosessantaduesima nella storia repubblicana.
Nel dogato dovette affrontare due importanti questioni interne: in terra di Corsica per contrastare la prepotenza del marchese di Coursai e nel ponente ligure dove vi furono diverse proteste anti-genovesi, con un coinvolgimento non diretto, ma comunque "interessato" del vicino Regno di Sardegna.
Cessò la carica il 7 giugno 1754 e morì a Genova nel corso del 1757; il suo corpo venne sepolto nella chiesa del Gesù e dei Santi Ambrogio e Andrea.
Dal matrimonio con Angela Lomellini ebbe i figli Pier Francesco - commissario generale della Riviera di Levante e poi doge nel biennio 1773-1775 - e Maddalena che sposò Gerolamo Serra.